# Pedro Reyes (Boxer)

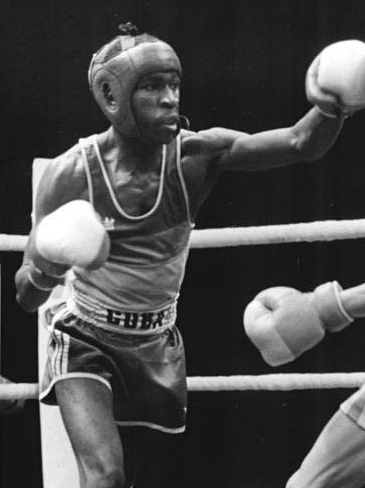
Pedro Reyes (1988)

Pedro Orlando Reyes (* 23. Februar 1959 in Havanna, Kuba; † 26. November 2024) war ein kubanischer Boxer im Fliegengewicht. Im Jahre 1983 wurde Reyes panamerikanischer Meister in Caracas.
Zudem erkämpfte sich Reyes bei den Weltmeisterschaften mit Siegen über Beybut Eszhanov, Andrea Mannai, János Váradi und den Venezolaner David Grimán 1986 im US-amerikanischen Reno die Goldmedaille.